# Stenopogon antoniae
Stenopogon antoniae là một loài ruồi trong họ Asilidae. Stenopogon antoniae được Wilcox miêu tả năm 1971. Loài này phân bố ở vùng Tân Bắc giới.